# 경제현장 오늘
《경제현장 오늘》은 SBS Biz에서 평일 오후 3시부터 4시에 방송하는 TV 시사 프로그램이다.

## 방송 시간
- 평일 오후 2시 ~ 3시

## 출연자
- 고광철 앵커

## 동시간대 경쟁 프로그램
- KBS 뉴스타임 (1500) (KBS 2TV)